# Andrés Vázquez «El Nono»
Luis Andrés Mazariegos Vázquez, conocido como Luis Andrés Vázquez El Nono (Villalpando, 25 de julio de 1932 - Benavente, 17 de junio de 2022) fue un torero español. Salió por la puerta grande de Las Ventas en diez ocasiones y toreó con gran éxito los toros de Victorino. 

## Biografía
Debutó con caballos(15) el 18 de julio de 1960 en Guijuelo. Su trayectoria está marcada por la amargura de un duro comienzo en el mundo del toro. «Las talanqueras, la polvareda, la dureza de los torazos sin picar en aquellas capeas marcó un camino en el que, por encima de las calamidades, se encontraba la torería». Se forjó como torero vislumbrando el éxito en Las Ventas que se alternaba con unos durísimos comienzos marcados por las penurias económicas y una cornada en la pierna que casi lo deja cojo. Tras mucho esfuerzo y penurias, tomó la alternativa mayor. El doctorado, lo recibió en Las Ventas de manos del maestro Gregorio Sánchez el 19 de mayo de 1962 con Juan García Mondeño de testigo y toros de Benítez Cubero. Salió por la puerta grande de Las Ventas en dos ocasiones: en 1962 y en 1966. Fue amigo personal de Orson Welles, amigo también de Antonio Ordóñez, vecino suyo en Madrid en la calle Serrano. En varias ocasiones llevó al director a su pueblo natal, Villalpando (Zamora). El documental Welles in Spain (1963) de Albert y David Maysles trata sobre cómo Welles habla a posibles inversores sobre un proyecto para una película sobre el mundo del toro que protagonizaría un torero inspirado en Vázquez. Intervino en la película de José María Forqué Yo he visto la muerte (1967) que protagonizaban Dominguín y Bienvenida, donde, además de interpretar su propio personaje, el 'Nono', como lo conocieron por las capeas, apareció practicando su otra gran pasión: el flamenco.
Los años más relevantes de su vida taurina estuvieron ligados al nacimiento de la ganadería de Victorino Martín, señalando la faena de 10 de agosto de 1969, a la que acudió en sustitución de Antoñete y cortó las dos orejas del famoso toro Baratero, que lo encumbró como torero al salir por la puerta grande por tercera vez en su carrera.

Aún sueño con ‘Baratero’ y me figuro que también lo hará su dueño, porque ese fue su auténtico despegue. Luego, en el inmediato San Isidro, me encerré en solitario con seis ejemplares del mismo hierro y corté otras dos orejas a ‘Violeto’, otro toro extraordinario. Desde ese instante con Victorino formé un dúo perfecto. Maté sus toros durante muchas temporadas y me dieron satisfacciones, fama, dinero; también una cornada, que fue en Salamanca en una corrida concurso que toreé con Paco Camino y con Juan José.
La Cuna del Saber: «Baratero», el toro de Victorino que encumbró al maestro Andrés Vázquez. Entrevista a Andrés Vázquez, autor Paco Cañamero. 16 de marzo de 2021

El 3 de mayor de 1970 en Las Ventas se encerró en solitario con seis toros de la ganadería de Victorino Martín —el primero de la historia— marcando un hito que le situó entre los toreros de mayor interés para el aficionado, porque reunía las cualidades del toreo clásico y del poder lidiador con los toros más difíciles. Salió por la puerta grande nuevamente tres veces más en 1970, mérito que comparte con Paquirri (1969), Luguillano y Carnicerito de Úbeda (1967). Fue un exponente de la sobriedad con destellos de gracia. Además de la media verónica, fue portador de una izquierda poderosa, de una derecha templada y de una espada ortodoxa. Técnicas de un toreo que hoy ha desaparecido, pero que en esencia todavía encarnó Vázquez. Volvió a salir por la puerta grande en 1971, 1974 y 1977. En 1975 le fue otorgada la Gran Cruz de Beneficencia.
En 2012 festejó sus 80 años con una corrida en la plaza de toros de Zamora donde toreó un novillo de Victorino, cortando dos orejas, siendo el primer octogenario en lograr este triunfo.
Cabe mencionar que Andrés Vázquez tiene un pasodoble compuesto en 2015 por Emma de Dios Álvarez, autora de la letra y de la música. Avelino de Dios lo interpreta al acordeón y su autora lo canta. Se puede escuchar en su página de Facebook o en su canal de YouTube (Emma y Avelino. Canciones de Castilla y León / @emmavelino). Andrés Vázquez en persona disfrutó del pasodoble acudiendo a su estreno en Villalpando.
Intervino en la película Sobrenatural (2016) del talaverano Juan Figueroa. Residió en Villalpando, su ciudad, natal hasta su fallecimiento. Falleció el 17 de junio de 2022 en el Hospital de Benavente (Zamora) tras haber sido ingresado dos meses antes a causa de un infarto.